# Сандаун (Тексас)
Сандаун (енгл. Sundown) град је у америчкој савезној држави Тексас. По попису становништва из 2010. у њему је живело 1.397 становника.

## Демографија
Према попису становништва из 2010. у граду је живело 1.397 становника, што је 108 (7,2%) становника мање него 2000. године.
| Група             | 2000.       | 2010.       |
| Белци             | 879 (58,4%) | 745 (53,3%) |
| Афроамериканци    | 15 (1,0%)   | 15 (1,1%)   |
| Азијати           | 1 (0,1%)    | 0 (0,0%)    |
| Хиспаноамериканци | 592 (39,3%) | 621 (44,5%) |
| Укупно            | 1.505       | 1.397       |